# Notes 3D
Notes 3D – ósmy solowy album polskiego rapera Tedego. Za produkcję muzyczną w całości odpowiada Sir Michu. Album ukazał się 9 grudnia 2010 nakładem wytwórni Wielkie Joł. Album został udostępniony w formie digital stream na kanale YouTube – Tedewizja. Gościnnie w nagraniach wzięli udział: wokaliści Mateusz Krautwurst, Piotr Dymała, Agata „Seta” Sieradzka oraz raperzy Numer Raz i Zgrywus oraz zespół Jama Zła.
Nagrania promował teledysk do utworu „To jest mój rock”.
Album zadebiutował na 23. miejscu polskiej listy przebojów  OLiS w Polsce.

## Lista utworów
Opracowano na podstawie materiału źródłowego.
1. „Intro” – 2:42
2. „Kwinto” – 3:19[A]
3. „To jest mój rock” – 4:01
4. „Rewolucja + 22% VAT” – 4:48
5. „Noc jest muzą dla muzyka” (gościnnie Mateusz Krautwurst) – 4:02
6. „Środkowy palec” – 4:05
7. „Satysfakcja gwarantowana” (gościnnie Piotr Dymała) – 4:04
8. „Normalny dzień” (gościnnie Seta) – 4:11
9. „Co ty robisz człowieku?” (gościnnie Piotr Dymała) – 3:59
10. „Są tu ze mną” (gościnnie Seta) – 4:20
11. „Powrót do przyszłości” – 3:20[B]
12. „3D: Wyżej, szerzej, głębiej” (gościnnie Band A'Baranov) – 4:11
13. „WWA przytula mnie” (gościnnie Sir Michu) – 4:41
14. „Modus operandi” – 4:08
15. „Do widzenia ludzie” (+ Bonus Tracks: „Tak samotny, weź się wyluzuj”) (gościnnie Jama Zła, Zgrywus) – 19:02

Notatki
- A^ W utworze wykorzystano sample z piosenki  „There Will Never Be Any Peace” w wykonaniu Chi-Lites[10].
- A^ W utworze wykorzystano sample z piosenki  „Stop, Look, Listen (To Your Heart)” w wykonaniu The Stylistics[11].

## Twórcy
Opracowano na podstawie materiału źródłowego.

- Jacek „Tede” Graniecki – rap, producent wykonawczy, głos w utworze „Intro”
- Michał „Sir Michu” Kożuchowski – produkcja muzyczna, śpiew w utworze „WWA przytula mnie”
- As One Studio – mastering
- Bartosz „Zgrywus” Deja – zdjęcia, głos w utworze „Intro”
- First Floor Studio – zdjęcia
- Tomasz Kuczkowski – zdjęcia
- Kamil „DJ Tuniziano” Sassi – scratche w utworze „Powrót do przyszłości”
- Marcin „Łysy Anioł” Pietkiewicz – narrator w utworze „Intro”
- Alan Andersz – głos w utworze „Intro”
- Michał Makowski – głos w utworze „Intro”
- Agata „Seta” Sieradzka – śpiew w utworach „Normalny dzień” i „Są tu ze mną”
- Mateusz Krautwurst – śpiew w utworze „Noc jest muzą dla muzyka”
- Piotr Dymała – śpiew w utworze „Satysfakcja gwarantowana”
- Band A'Baranov – śpiew w utworze „3D: Wyżej, szerzej, głębiej”